# Gumiboa
A gumiboa (Charina bottae) az óriáskígyófélék (Boidae) családjába és a valódi boák (Boinae) alcsaládjába tartozó faj.

## Előfordulása
Észak-Amerika nyugati részén honos, a kanadai Brit Columbia déli részétől délre egészen Kalifornia állam középső részéig. Erdők, füves puszták lakója.

## Megjelenése
Testhossza 35-85 centiméter. A bőre gumiszerű tapintású, innen származik a kígyó neve is.

## Életmódja
Ez a fojtókígyó éjjelente bújik elő üregéből, a kövek vagy fatörzsek alól, hogy szalamandrára, cickányra, egérre és kígyóra vadásszon. Ha megzavarják, igen szoros labdává gömbölyödik.